# Malattia di Minamata
La malattia di Minamata (水俣病?, Minamata-byō), a volte chiamata sindrome di Minamata o malattia di Chisso-Minamata (チッソ水俣病?, Chisso-Minamata-byō), è una sindrome neurologica causata da intossicazione cronica da mercurio.

## Sintomatologia
I sintomi includono atassia, parestesie alle mani e ai piedi, generale debolezza dei muscoli, indebolimento del campo visivo, danni all'udito e difficoltà nell'articolare le parole. In casi estremi porta a disordine mentale, paralisi, coma e morte nel giro di alcune settimane dai primi sintomi. Una forma congenita della malattia può essere trasmessa al feto durante la gravidanza.
La malattia di Minamata è stata scoperta per la prima volta a Minamata, città della Prefettura di Kumamoto in Giappone, nel 1956. Fu causata dal rilascio di metilmercurio nelle acque reflue dell'industria chimica Chisso Corporation, che perdurò dal 1932 al 1968. Questo composto chimico altamente tossico si accumulò nei molluschi, nei crostacei e nei pesci della baia di Minamata e del mare di Shiranui, entrando nella catena alimentare e causando così l'avvelenamento da mercurio degli abitanti del luogo. Mentre i decessi (inclusi quelli di cani, gatti e maiali) continuarono per più di 30 anni, il governo e l'industria chimica fecero ben poco per prevenire il disastro ambientale.

## Vittime riconosciute e risarcimento danni
Al marzo 2001, circa 2 265 vittime sono state ufficialmente riconosciute (1 784 delle quali sono morte), e più di 10 000 hanno ricevuto risarcimenti dalla Chisso. Le cause e le richieste di risarcimento continuano tuttora.

## Test locali in altri villaggi
Nel 1965, un secondo disastro ambientale nella Prefettura di Niigata provocò un riemergere della malattia, alla quale venne dato il nome di malattia di Niigata Minamata. Entrambi i casi sono considerati fra i maggiori disastri da inquinamento in Giappone.
Dal 2002 al 2008, il ricercatore Tetsuya Endo, professore presso l'università di Hokkaido e il National Institute of Minamata Disease (NIMD), hanno testato la quantità di metilmercurio presente nella carne di delfino, consumato nei villaggi costieri delle isole del Giappone del Sud, come Taiji, la vicina Nachikatsuura, Kozagawa, Katsuura e Okinawa. Le quantità di metilmercurio trovate superano di una decina di volte i livelli considerati normali dall'Organizzazione Mondiale della Sanità e hanno portato alla sospensione del consumo di carne di delfino nelle mense scolastiche di quei paesi. Gli anziani invece continuano a consumare la carne di delfino inquinata e si registrano fra loro un numero di morti doppie rispetto a quelle dei villaggi dove non si consuma carne di delfino inquinata da metilmercurio.